# Kruidwilg

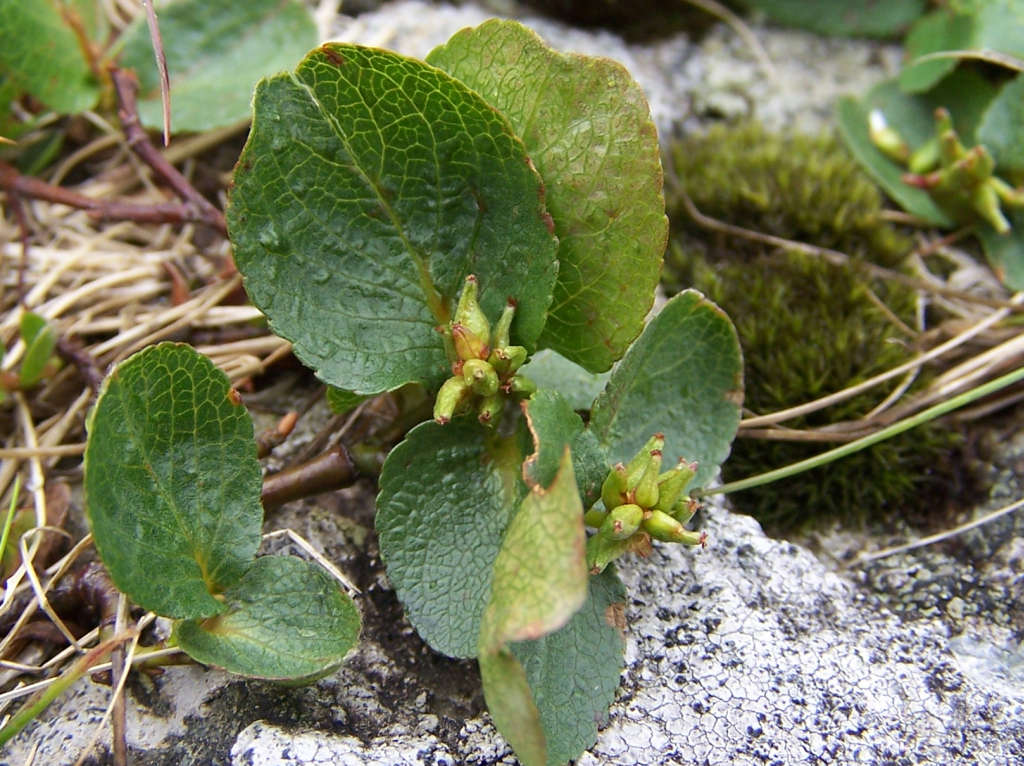
Bladeren van een kruidwilg met zaadcapsules

Kruidwilg (Salix herbacea) is een kruipende soort uit het geslacht wilg (Salix). De dwergstruik is aangepast om te kunnen overleven in strenge arctische en subarctische leefomgevingen en groeit in een groot gebied vanaf de Noordelijke Atlantische kust tot het poolgebied van het noordwesten van Azië, in Noord-Europa, Groenland en Oost-Canada. Ook groeit de plant in zuidelijker gelegen hoge Europese berggebieden, zoals de Pyreneeën, Alpen en de Rila, alsook in de noordelijke Appalachen in Noord-Amerika. De gebieden waar de plant groeit bestaan vaak uit toendra en rotsachtig moerasgebied. In de zuidelijkere berggebieden komt de plant meestal alleen boven de 1500 meter voor, terwijl ze in het poolgebied ook op zeeniveau voorkomt.

## Determinatie
Kruidwilg bereikt een hoogte van gemiddeld 1–6 cm en is daarmee een van de kleinste verhoute planten ter wereld. De plant heeft ronde, groene bladeren van 1–2 cm lang en breed. Net als alle wilgen is ook kruidwilg tweehuizig met mannelijke en vrouwelijke katjes in verschillende planten. Hierdoor verschilt het aanzicht; de vrouwelijke katjes zijn rood en de mannelijke zijn geel van kleur.
... · 
S. alba (schietwilg) · 
S. aurita (geoorde wilg) · 
S. babylonica (treurwilg) · 
S. babylonica 'Tortuosa' (kronkelwilg) · 
S. caprea (boswilg) · 
S. cinerea (grauwe wilg) · 
S. cinerea subsp. oleifolia (rossige wilg) ·  
S. daphnoides (berijpte wilg) · 
S. dasyclados (Duitse dot) · 
S. exigua (smalbladige wilg) · 
S. fragilis (kraakwilg) · 
S. herbacea (kruidwilg) · 
S. jejuna · 
S. myrsinifolia (zwarte wilg) · 
S. pentandra (laurierwilg) · 
S. polaris (poolwilg) · 
S. Salix purpurea (bittere wilg) · 
S. repens (kruipwilg) · 
S. sacchalinensis · 
S. sacchalinensis 'Sekka' (bandwilg) · 
S. sepulcralis · 
S. sepulcralis 'Chrysocoma' (gele treurwilg) · 
S. triandra (amandelwilg) · 
S. viminalis (katwilg) · 
...